# 野村軍記
野村 軍記（のむら ぐんき、安永3年（1774年） - 天保5年10月20日（1834年11月20日））は、江戸時代の八戸藩士。名は宗軌（むねみち）、後に武一。字は子範、通称は左門、号は潜竜、金竜堂。

## 経歴
文化元年（1804年）、大目付に任じられ、江戸藩邸の経費節減、新田開発、藩の産物の統制などにより窮乏した藩財政の立直しを図ったが、天保5年（1834年）に久慈・軽米通 稗三合一揆が起こり失脚。閉門中に病死した。